# 魏全海
魏全海（1929年6月18日—2003年3月26日），男，汉族，山西省洪洞县人，毕业于解放军政治学院。历经抗日战争、解放战争、西南剿匪平叛，参加过临汾战役、晋中战役、太原战役等大小战役16次。四川省军区甘孜军分区原副司令员。

## 生平
1929年6月18日出生于山西省洪洞县大槐树镇西永一村，1945年2月加入太岳第二军分区部队，1946年5月加入中国共产党。
1948年，太岳军区部队整编为华北军区第一兵团，先后参加临汾战役和晋中战役，10月太原战役开始，魏全海所在第15纵队44旅132团参与主攻太原外围的淖马要塞。1949年3月1日，部队改编为解放军第18兵团62军185师555团，随后对太原城的总攻开始，555团作为师第二梯队参加战斗，此役62军共消灭国民党3万余人，生擒1.8万余人。5月，18兵团归入第一野战军建制向陕甘宁大西北进军。7月，62军参与陕西扶郿战役，收复武功县，歼灭胡宗南191师的骑兵团和244师的730团，随后62军作为一野总预备队，参与陇东追击战、甘肃临夏战役、兰州战役。魏全海历任太岳军区通讯员、副班长、班长、文化干事，62军555团三营八连副指导员、八连指导员。
1949年8月23日，185师555团由康乐县向临夏行军途中，发现松鸣崖地区潜伏着从天水溃逃来的国民党军队，555团当即停止行军，分别从松鸣崖左右翼进攻。24日佛晓，时任八连指导员的魏全海带领连队主动出击，不顾倾盆大雨，顺着山谷猛追猛打，魏全海和四班班长冲在最前，两人一举俘虏正在石崖下躲雨的上百溃军。至24日下午4时战斗结束，555团无一伤亡，俘敌704人，消灭了马步芳91军231师的691团两个营、河西警备总司令部独立工兵第7团一部、天水宪兵第22团一个营。
1949年10月，62军转隶第二野战军从甘肃向四川进军，南下途中歼灭了国民党新六军和骑二旅等残部，俘获、消灭国民党部队共1.5万余人，解放县城8座。1950年1月，555团率先解放四川雅安并驻军卫戍。2月，雅安多区发生国民党残军和土匪的暴乱，555团出兵剿匪，剿灭以程志武为首的土匪3000人，镇压了叛变的4个保安团。魏全海时任62军185师555团三营八连指导员。
1950年至1951年，第184师与第186师先后被拆散建制，部分调归贵州军区剿匪，部分补入志愿军赴朝，1952年62军番号随之撤销，555团被改编为西南军区独立第七团，魏全海历任二营政工干事、二营政治教导员。
1955年9月魏全海被授予大尉军衔，时任西康军区康定独立公安营政委，后被送往解放军政治学院进修。1962年魏全海晋升少校军衔，历任康定军分区政治部青年科科长、组织科科长，司令部民兵科科长、丹巴县人武部部长。
1967年甘孜州丹巴县各机关受到冲击陷入瘫痪，军队开始对地方实行军管。魏全海于1969年2月起，任丹巴县革委会主任、革委会核心小组组长，1971年4月起，兼任丹巴县县委书记，人武部第一政委、部党委第一书记。1974年11月，魏全海结束地方军政管理工作，调回部队任丹巴县人武部部长。
1974年8月康定军分区改名为甘孜军分区。1979年12月8日，中共四川省军区增补魏全海为甘孜军分区党委委员，1980年7月12日，中共甘孜军分区第六次党代会选举魏全海为甘孜军分区党委委员，1981年1月-1983年9月，魏全海任甘孜军分区副司令员，1983年12月-1986年8月，魏全海任甘孜军分区顾问，1986年因伤以副师职离休。
2003年3月26日21时20分，魏全海于成都军区成都陆军总医院病逝，享年74岁。
魏全海同志，15岁参军，16岁入党，19岁担任连指导员投身解放战争，24岁任营教导员，率部剿匪作战。26岁授大尉军衔，33岁晋升少校，历任独立公安营政委、解放军政治学院学员、军区科室领导、县人武部部长，40岁全面主持县级党政军工作，52岁晋升军分区副司令员，57岁以副师职离休，戎马一生，奉献军旅41载，忠诚履行了革命军人的职责与使命。

## 家人
妻子何联恩（1931年12月-2023年10月3日），1949年-1951年在西南军政大学西康军区分校学习，1951年-1954年在62军后勤部任文化教员，1953年与魏全海结婚。1954年-1984年分别在甘孜州检察院、康定县检察院、康定县计划委员会、丹巴县计划委员会、甘孜州检察院工作，1984年5月离休。2023年10月3日于成都因病去世，享年91岁，育有两子两女。

## 荣誉
曾获大功三次，特等功一次。
1950年1月，西南军区司令员贺龙予62军185师555团“挺进西康先锋团”锦旗。
先后被授予：华北解放纪念章、解放西北纪念章、解放西南胜利纪念章、西北军政委员会人民功臣奖章、解放奖章、独立功勋荣誉章。